# Tung industri

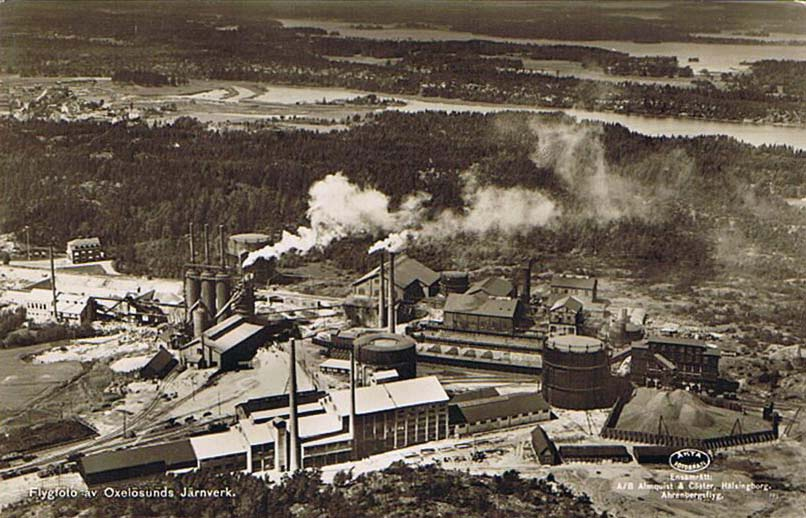
Oxelösunds järnverk.

Tung industri är industri med stora maskiner och anläggningar, som representerar ett stort kapital, i motsats till lätt industri. Tung industri förädlar bland annat metallvaror.